# Daratt
Daratt (àrab: دارات, Dārāt, francès: Saison sèche) és una pel·lícula de 2006 del director txadià Mahamat-Saleh Haroun.

## Generalitats
Daratt va ser una de les set pel·lícules de cultures no occidentals sol·licitades pel New Crowned Hope Festival de Peter Sellars per a commemorar el 250 aniversari del naixement de Wolfgang Amadeus Mozart.
Daratt va guanyar el Gran Premi Especial del Jurat en la 63a Mostra Internacional de Cinema de Venècia, així com altres vuit premis a Venècia i en el Festival Panafricà de Cinema i Televisió d'Ouagadougou.

## Argument
Després de la llarga guerra civil txadiana, Atim, de 16 anys, és enviat pel seu avi a la ciutat per a matar Nassara, l'home que va assassinar el seu pare abans del naixement d'Atim. Atim, portant l'arma del seu pare, troba Nassara treballant en un forn. Inesperadament, el taciturn Nassara pren Atim sota la seva protecció com el fill que mai va tenir i comença a ensenyar-li a fer anar el forn. L'emocionalment conflictiu Atim és arrossegat a la vida de Nassara i la seva esposa embarassada, abans d'un final que la revista Variety va descriure com a «agut, ràpid i inesperat».

## Repartiment
- Ali Barkai és Atim.
- Youssouf Djaoro és Nassara.
- Aziza Hisseine és Aicha.
- Khayar Oumar Defallah és Gumar Abatcha.
- Djibril Ibrahim és Moussa.